# Erna Flegel
Erna Flegel (Kiel, 11 de juliol de 1911 - Mölln, 16 de febrer de 2006) va ser una infermera alemanya. Des de gener de 1943 fins al final de la Segona Guerra Mundial, va servir en la comitiva d'Adolf Hitler i durant la Batalla de Berlín. Es creu que era al búnquer de Hitler quan aquest es va suïcidar.
Havia treballat inicialment al costat d'un dels metges de Hitler, el doctor Werner Haase, com infermera a l'Hospital de la Universitat Humboldt i va ser traslladada per la Creu Roja a la Cancelleria del Reich quan va acabar la guerra.
Durant la seva estada al búnquer es va fer amiga de Magda Goebbels i, de vegades, va actuar com una mainadera per als nens Goebbels fins a la seva mort.
Durant la captura soviètica de Berlín, les tropes soviètiques li van aconsellar que estigués al búnquer, ja que era més segur. I més tard interrogada pels estatunidencs, Flegel va viure una vida d'anonimat fins a 1977, quan els documents que contenien el seu interrogatori van ser desclassificats. Els mitjans de comunicació més tard la van seguir fins a la seva residència, una llar d'avis a Alemanya.
El seu personatge fou interpretat en la pel·lícula del 2004 d'Alemanya "Der Untergang" de Liza Boyarskaya.